# Білокриницька сільська рада (Підгаєцький район)
Білокрини́цька сільська́ ра́да — адміністративно-територіальна одиниця та орган місцевого самоврядування в Підгаєцькому районі Тернопільської області. Адміністративний центр — село Білокриниця.

## Загальні відомості
- Територія ради: 18,722 км²
- Населення ради: 605 осіб (станом на 2001 рік)

## Населені пункти
Сільській раді були підпорядковані населені пункти:
- с. Білокриниця

## Населення
За переписом населення України 2001 року в селі мешкали 603 особи. 100 % населення вказало своєю рідною мовою українську мову.

## Склад ради
Рада складалася з 16 депутатів та голови.
- Голова ради: Чайківський Іван Григорович
- Секретар ради: Шикітка Світлана Іванівна

### Керівний склад попередніх скликань
| Прізвище, ім'я, по батькові | Основні відомості                                                             | Дата обрання | Дата звільнення |
| --------------------------- | ----------------------------------------------------------------------------- | ------------ | --------------- |
| Медюх Стефанія Петрівна     | Сільський голова, 1955 року народження, позапартійна                          | 26.03.2006   | 31.10.2010      |
| Чайківський Іван Григорович | Сільський голова, 1969 року народження, освіта середня загальна, безпартійний | 31.10.2010   |                 |

Примітка: таблиця складена за даними сайту Верховної Ради України

### Депутати
За результатами місцевих виборів 2010 року депутатами ради стали:

#### За суб'єктами висування
| Суб'єкт висування | Кількість обраних депутатів | %    |
| ----------------- | --------------------------- | ---- |
| Самовисування     | 15                          | 93,8 |
| Народна партія    | 1                           | 6,3  |

#### За округами
| № округу       | Прізвище, ім'я, по батькові  | Дата визнання обраним | Освіта             | Партійна приналежність                         | Відомості про обраного депутата |
| -------------- | ---------------------------- | --------------------- | ------------------ | ---------------------------------------------- | --- |
| Народна Партія |                              |                       |                    |                                                | |
| 8              | Чайківська Галина Сергіїівна | 05.11.2010            | вища               | позапартійна                                   | Пенсійний фонд України в Підгаєцькому районі, головний спеціаліст відділу персоніфікованого обліку інформаційних систем та мереж в управлінні Пенсійного Фонду України Підгаєцькому районі |
| Самовисування  |                              |                       |                    |                                                | |
| 1              | Цяпа Микола Олександрович    | 05.11.2010            | середня спеціальна | позапартійний                                  | Підгаєцьке УЕЕГ, водій |
| 2              | Медюх Ірина Анатоліївна      | 10.03.2013            | середня спеціальна | позапартійна                                   | ФАП с. Білокриниця, завідувачка |
| 3              | Тарас Володимир Романович    | 05.11.2010            | середня спеціальна | позапартійний                                  | тимчасово не працює |
| 4              | Солтисяк Андрій Михайлович   | 05.11.2010            | середня спеціальна | позапартійний                                  | тимчасово не працює |
| 5              | Герич Андрій Володимирович   | 05.11.2010            | середня спеціальна | позапартійний                                  | тимчасово не працює |
| 6              | Ленчак Микола Васильович     | 05.11.2010            | середня спеціальна | позапартійний                                  | тимчасово не працює |
| 7              | Пеляк Василь Петрович        | 05.11.2010            | вища               | член Партії промисловців і підприємців України | тимчасово не працює |
| 9              | Стояк Василь Богданович      | 05.11.2010            | вища               | позапартійний                                  | підприємець |
| 10             | Свянтко Василь Іванович      | 05.11.2010            | середня спеціальна | позапартійний                                  | |
| 11             | Шикітка Світлана Іванівна    | 05.11.2010            | середня спеціальна | позапартійна                                   | Білокриницька сільська рада, секретар |
| 12             | Бек Микола Романович         | 10.03.2013            | середня            | позапартійний                                  | Підгаєцький професійний аграрний ліцей, учень |
| 13             | Хміль Тарас Ігорович         | 05.11.2010            | середня спеціальна | позапартійний                                  | |
| 14             | Галькович Андрій Романович   | 05.11.2010            | середня спеціальна | позапартійний                                  | |
| 15             | Куцибала Іван Васильович     | 05.11.2010            | середня спеціальна | позапартійний                                  | |
| 16             | Патра Ольга Константинівна   | 05.11.2010            | середня            | позапартійна                                   | |